# Monolophosaurus
A Monolophosaurus (jelentése 'egytaréjú gyík') a carnosauria dinoszauruszok egyik neme. A középső jura időszak vége felé élt, körülbelül 170 millió évvel ezelőtt, a mai Hszincsiang-Ujgur Autonóm Területén. Nevét a koponyáján található taréjról kapta. Az állat 5–5,5 méter hosszú, 1,8 méter magas és 475 kilogramm tömegű lehetett. A kőzetréteg amelyben megtalálták, víz jelenlétét mutatja, ami azt jelenti, hogy a Monolophosaurus tó- vagy óceánparton élhetett. A Monolophosaurust kezdetben megalosauridának, majd később allosauroideának tekintették. 2009-ben a kínai őslénykutató, Zhao Xijin (Csao Hszi-csin) és szerzőtársai a Monolophosaurus csontvázán különböző kezdetleges tulajdonságokat vettek észre, ezért kijelentették, hogy a legbazálisabb tetanuránok közé tartozik.

## Felfedezés és fajok
Currie és Zhao 1984-ben egy majdnem teljes csontvázat fedezett fel. Mielőtt a leírása elkészült volna, a sajtóban „Jiangjunmiaosaurus” néven jelent meg, de ez a név nomen nudumnak számít.
A nemhez tartozóan, eddig csak egy faj ismert, a Monolophosaurus jiangi.

## Képek

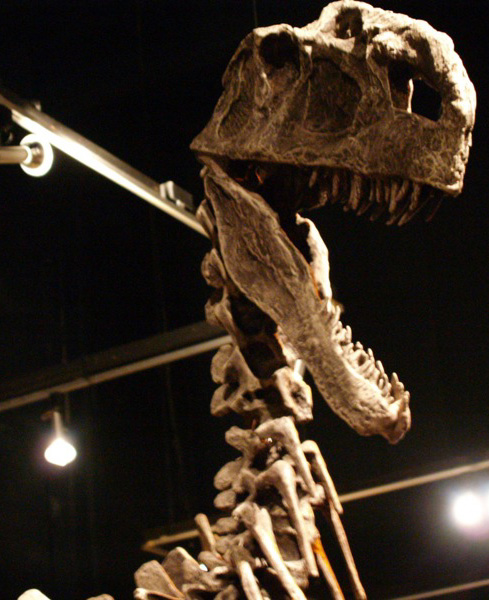
Monolophosaurus koponya
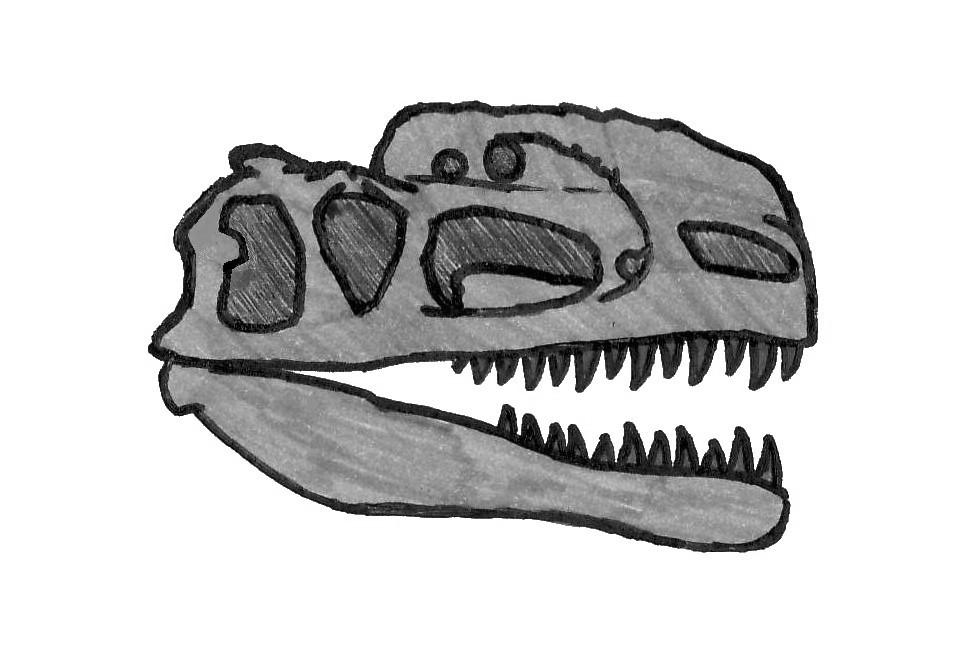
Rajz egy Monolophosaurus koponyáról
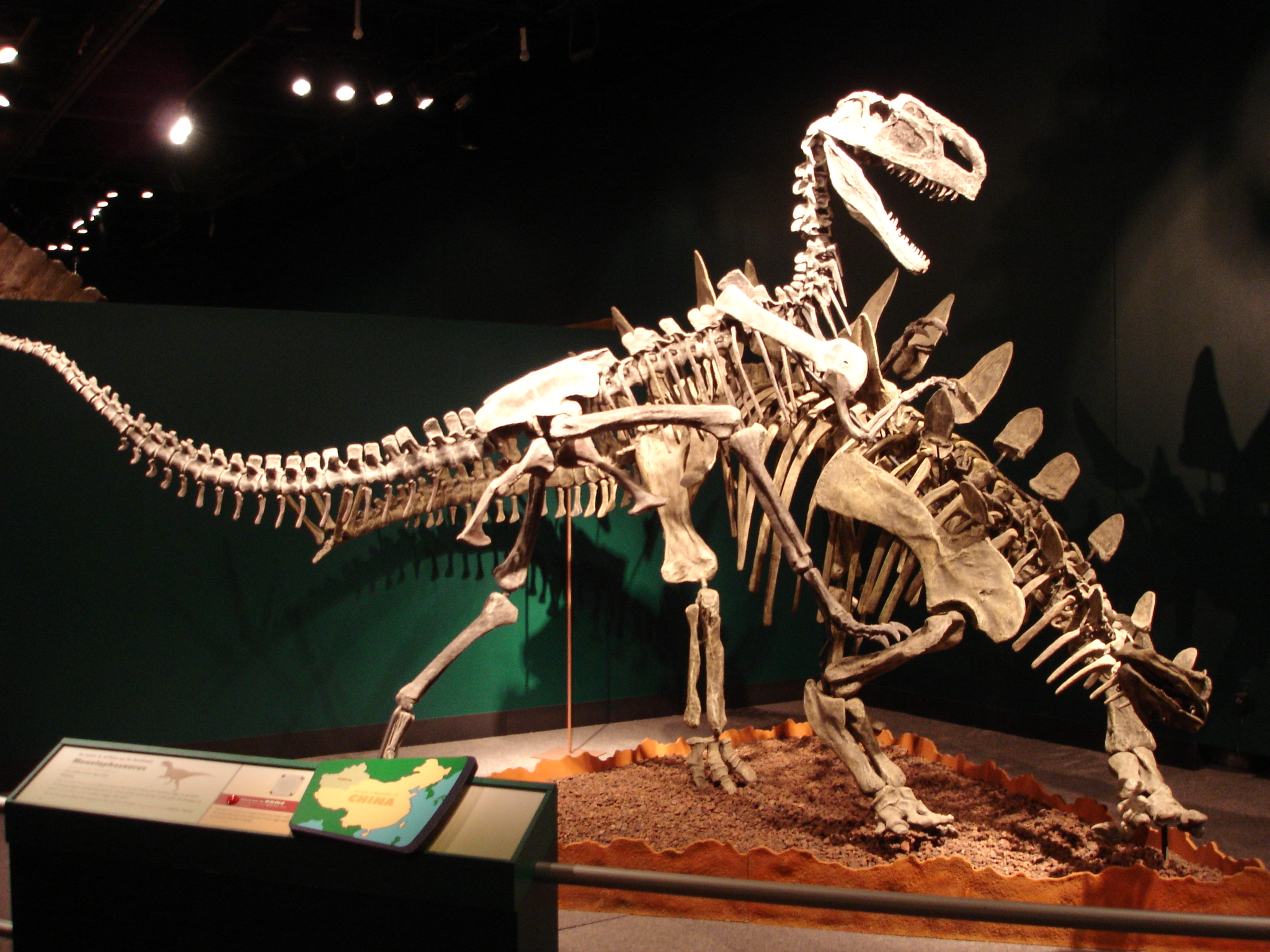
A Tuojiangosaurus és a theropodák közé tartozó Monolophosaurus felállított csontváza a Chicago-i Field Múzeumban

## Fordítás
Ez a szócikk részben vagy egészben a Monolophosaurus című angol Wikipédia-szócikk ezen változatának fordításán alapul.  Az eredeti cikk szerkesztőit annak laptörténete sorolja fel. Ez a jelzés csupán a megfogalmazás eredetét és a szerzői jogokat jelzi, nem szolgál a cikkben szereplő információk forrásmegjelöléseként.